# Tarmow
Tarmow è una frazione del comune tedesco di Fehrbellin, nel Land del Brandeburgo.